# راموپلانین
راموپلانین(به انگلیسی: Ramoplanin) (INN) یک آنتی بیوتیک گلیکولیپودپسی‌پپتید است.

## سازوکار
این دارو با مهار بیوسنتز دیواره سلولی، اثرات ضد باکتریایی خود را اعمال می‌کند و با مهار مرحله ترانس گلیکوزیلاسیون سنتز پپتیدوگلیکان عمل می‌کند.